# Prawo o postępowaniu przed sądami administracyjnymi
Prawo o postępowaniu przed sądami administracyjnymi (ustawa z dnia 30 sierpnia 2002 r. — Prawo o postępowaniu przed sądami administracyjnymi) – akt prawny regulujący zasady prowadzenia postępowania sądowoadministracyjnego, to znaczy mającego za przedmiot kontrolę działalności administracji publicznej przez sądy administracyjne pod względem legalności.

## Struktura ustawy
- Dział I: Przepisy wstępne (art. 1–24)
  - Rozdział 1: Przepisy ogólne (art. 1–12a)
  - Rozdział 2: Właściwość wojewódzkich sądów administracyjnych (art. 13–14a)
  - Rozdział 3: Właściwość Naczelnego Sądu Administracyjnego (art. 15)
  - Rozdział 4: Skład sądu (art. 16–17)
  - Rozdział 5: Wyłączenie sędziego (art. 19–24)
- Dział II: Strony (art. 25–44)
  - Rozdział 1: Zdolność sądowa i procesowa (art. 25–31)
  - Rozdział 2: Strony i uczestnicy postępowania (art. 32–33)
  - Rozdział 3: Pełnomocnicy (art. 34–44)
- Dział III: Postępowanie przed wojewódzkim sądem administracyjnym (art. 45–172)
  - Rozdział 1: Pisma w postępowaniu sądowym (art. 45–49)
  - Rozdział 2: Skarga (art. 50–62)
  - Rozdział 3: Wniosek o wszczęcie postępowania (art. 63–64)
  - Rozdział 3a: Sprzeciw od decyzji (art. 64a–64e)
  - Rozdział 4: Doręczenia (art. 65–81)
  - Rozdział 5: Terminy (art. 82–84)
  - Rozdział 6: Uchybienie i przywrócenie terminu (art. 85–89)
  - Rozdział 7: Posiedzenia sądowe (art. 90–114)
  - Rozdział 8: Postępowanie mediacyjne i uproszczone (art. 115–122)
  - Rozdział 9: Zawieszenie i podjęcie postępowania (art. 123–131)
  - Rozdział 10: Orzeczenia sądowe (art. 132–167a)
  - Rozdział 11: Prawomocność orzeczeń (art. 168–172)
- Dział IV: Środki odwoławcze (art. 173–198)
  - Rozdział 1: Skarga kasacyjna (art. 173–193)
  - Rozdział 2: Zażalenie (art. 194–198)
- Dział V: Koszty postępowania (art. 199–263)
  - Rozdział 1: Zwrot kosztów postępowania między stronami (art. 199–210)
  - Rozdział 2: Koszty sądowe (art. 211–238)
    - Oddział 1: Przepisy ogólne (art. 211–229)
    - Oddział 2: Wpis (art. 230–233)
    - Oddział 3: Opłata kancelaryjna (art. 234–236)
    - Oddział 4: Wydatki (art. 237–238)

  - Rozdział 3: Zwolnienie od kosztów sądowych (art. 239–263)
    - Oddział 1: Przepisy ogólne (art. 239–242)
    - Oddział 2: Prawo pomocy (art. 243–263)
- Dział VI: Uchwały Naczelnego Sądu Administracyjnego (art. 264–269)
- Dział VII: Wznowienie postępowania (art. 270–285)
- Dział VIIA: Skarga o stwierdzenie niezgodności z prawem prawomocnego orzeczenia (art. 285a–285l)
- Dział VIII: Wykonywanie orzeczeń sądowych (art. 286–287)
- Dział IX: Postępowanie w razie zaginięcia lub zniszczenia akt (art. 288–298)
- Dział X: Przepisy z zakresu postępowania w obronie zagranicznym (art. 299–300)
- Dział XI: Przepis końcowy (art. 301)